# Karcharodontozaury
Karcharodontozaury (Carcharodontosauridae, gr. „jaszczury rekinozębe”) – rodzina dużych teropodów z grupy tetanurów. Została ustanowiona w 1931 przez Ernsta Stromera. Obecnie stanowi jedną z podgrup karnozaurów. Obejmuje ona jedne z największych mięsożerców wszech czasów: giganotozaura, mapuzaura, karcharodontozaura i tyranotytana. Wszystkie te teropody dorównywały rozmiarami tyranozaurowi, a niektóre nawet go przewyższały.

## Paleobiogeografia

Porównanie rozmiaru wybranych karcharodntozaurów

Karcharodontozaury były obok spinozaurów i tyranozaurów największymi lądowymi zwierzętami mięsożernymi kredy. Żyły w Gondwanie i na terenach współczesnych Ameryki Północnej (akrokantozaur) i Azji. Najstarsze teropody, które z pewnością należały do tej rodziny żyły w barremie (ok. 130 mln lat temu). Przedstawicielem karcharodontozaurów mógł jednak być również żyjący w kimerydzie lub wczesnym tytonie Veterupristisaurus, znany z trzech kręgów ogonowych odkrytych w Tendaguru w Tanzanii; potwierdzenie jego przynależności do Carcharodontosauridae dowodziłoby istnienia tej rodziny już w późnej jurze. Grupa przetrwała prawdopodobnie do turonu, na co wskazuje przeprowadzona w 2009 roku przez Brusatte i współpracowników analiza szczątków karcharodontozauryda Shaochilong. W turonie prawdopodobnie wymarły, zastąpione przez mniejsze abelizaury w Gondwanie i tyranozaury w Ameryce Północnej oraz Azji. Fernando Emilio Novas i współpracownicy stwierdzają, że zniknięcie w tym czasie zarówno karcharodontozaurów, jak i spinozaurów, świadczy o światowej zmianie fauny w tym okresie. Candeiro, Currie i Bergqvist (2012) opisali jednak odkryte w Brazylii zęby teropodów żyjących w późnym mastrychcie, które zidentyfikowali jako zęby przedstawicieli Carcharodontosauridae; jeśli identyfikację tę potwierdzą przyszłe badania będzie to dowodem na przetrwanie karcharodontozaurów (przynajmniej w Ameryce Południowej) aż do końca kredy. Może to potwierdzać opisany przez de Azevedo i współpracowników (2013) fragment szczęki odkryty w osadach brazylijskiej późnokredowej (kampan lub mastrycht) formacji Presidente Prudente, zidentyfikowany przez autorów jako należący do przedstawiciela rodziny Carcharodontosauridae; z późniejszych badań wynika jednak, że najprawdopodobniej jest to skamieniałość przedstawiciela rodziny Abelisauridae.

## Taksonomia

### Systematyka
Rodzina Carcharodontosauridae została ustanowiona w 1931 przez Ernsta Stromera jako monotypowa rodzina obejmująca karcharodontozaura. Bliski krewny karcharodontozaura, giganotozaur, został opisany w 1995. Większość paleontologów uznaje również akrokantozaura za członka tej rodziny (Sereno i inni 1996, Harris 1998, Holtz 2000, Rauhut 2003), choć niektórzy klasyfikują go w Allosauridae (Currie i Carpenter, 2000; Coria i Currie, 2002). Również neowenator może należeć do tej grupy (Rauhut, 2003, Holtz i inni, 2004). Po odkryciu mapuzaura w 2006 Rodolfo Coria i Philip J. Currie nazwali podrodzinę karcharodontozaurów o nazwie Giganotosaurinae. Obejmuje ona najbardziej zaawansowanych przedstawicieli tej grupy z Ameryki Południowej, wśród których najbardziej bazalnym przedstawicielem jest odkryty w 2012 meraxes.
- Carcharodontosauridae
  -  ?Kelmayisaurus[9]
  - Acrocanthosaurus
  - Carcharodontosaurus
  - Concavenator
  - Eocarcharia[10]
  - Sauroniops[11]
  - Shaochilong
  - Taurovenator[12]
  - Tyrannotitan
  - Veterupristisaurus[1]

- - Giganotosaurinae
    - Giganotosaurus
    - Mapusaurus
    - Meraxes

### Filogeneza
W 1998 Paul Sereno zdefiniował karcharodontozaury jako grupę dinozaurów, którym bliżej do karcharodontozaura niż sinraptora, allozaura, monolofozaura lub kriolofozaura. W 2004 roku Thomas R. Holtz Jr. i współpracownicy nieco zmodyfikowali definicję przedstawioną przez Sereno tak, by do Carcharodontosauridae należały zwierzęta bliżej spokrewnione z Carcharodontosaurus saharicus niż z Allosaurus fragilis lub Sinraptor dongi. Zdaniem autorów do tak definiowanych karcharodontozaurów należał neowenator, co potwierdziły również późniejsze analizy. Według Bensona i in. (2010) bliżej spokrewnionych z neowenatorem niż z pozostałymi karcharodontozaurami jest co najmniej kilka innych taksonów, takich jak Aerosteon i Megaraptor. Zdaniem autorów grupa ta na tyle różni się od innych Carcharodontosauridae, że zasadne jest nadanie jej rangi odrębnej rodziny, którą nazwali Neovenatoridae. Przedefiniowali też Carcharodontosauridae tak, by nie obejmowały Neovenatoridae. Kladowi obejmującemu zarówno Neovenatoridae, jak i Carcharodontosauridae nadali nazwę Carcharodontosauria. Zgodnie z definicją przedstawioną przez autorów należą do niej zwierzęta bliżej spokrewnione z C. saharicus i N. salerii niż z A. fragilis lub S. dongi.
Klasyfikacja akrokantozaura jest niepewna, według większości naukowców jest on przedstawicielem Carcharodontosauridae, jednak niektórzy klasyfikowali go w Allosauridae. Za karcharodontozaura bywa uznawany baharijazaur, jednak jego skamieniałości są zbyt fragmentaryczne, by to potwierdzić (zresztą on sam jest najprawdopodobniej synonimem ceratozaura Deltadromeus). Niektórzy uważają karcharodontozaury za bliższe ceratozaurom niż allozaurom z powodu kilku wspólnych cech budowy czaszki – najprawdopodobniej jednak są one przykładami konwergencji, gdyż wiele cech budowy czaszki i szkieletu pozaczaszkowego wspiera teorię o bliskim pokrewieństwie karcharodontozaurów z allozaurami.
U jednego z przedstawicieli Carcharodontosauridae, Concavenator corcovatus, odnaleziono na kości łokciowej zgrubienia mogące stanowić miejsca przyczepu prymitywnych piór – cechy nieznanej lub nie w pełni potwierdzonej u teropodów nienależących do celurozaurów.